# Kunstnermarsch
Kunstnersmarsch of Marsch til kunstnernes sommerfest is een compositie van Agathe Backer-Grøndahl. Het is een mars gecomponeerd ter gelegenheid ter gelegenheid van de opening van de zomerfeesten op 18 juni 1887. Het concertprogramma vermeldde echter geen optreden van deze pianiste of dit werk . Backer-Grondahl speelde wel op 4 juli 1887 in een extra galabal. De mars is geschreven in een 4/4-maatsoort, in het langzame lentotempo en in de toonsoort A majeur. Warmuth Musikforlag gaf de Kunstnermarsch uit, vermoedelijk in 1887.